# 리플레이스먼트 (애니메이션)
《리플레이스먼트》(The Replacements)는 러프 드래프트 코리아, 미국 디즈니 채널의 애니메이션이다. 미국에서 2006년 7월 28일부터 2009년 3월 30일까지 방영되었다.